# 130 km (obwód żytomierski)
130 km (ukr. 130 км) – przystanek kolejowy w pobliżu miejscowości Josypiwka, w rejonie korosteńskim, w obwodzie żytomierskim, na Ukrainie. Położony jest na linii Kijów – Korosteń – Kowel.